# Mboui (Messondo)
Pour les articles homonymes, voir Mboui.
Mboui  est un village de la région du Centre du Cameroun. Il est localisé dans l'arrondissement (commune) de Messondo. On y accède par la piste rurale qui lie Messondo à Sodibanga et à Song Woga.

## Population et société
En 1963, la population de Mboui était de 464 habitants. Mboui comptait 327 habitants lors du dernier recensement de 2005. La population est constituée pour l’essentiel de Bassa.